# میساوا، آئوموری
میساوا، آئوموری از شهرهای استان آئوموری ژاپن است که جمعیت آن در ۱ ژانویه ۲۰۰۸۴۲٬۵۳۵ نفر بوده‌است.